# سام مامیش (واشینگتن)
سام مامیش (به انگلیسی: Sammamish) شهری در شهرستان کینگ ایالت واشنگتن است که در سرشماری سال ۲۰۱۰ میلادی، ۴۵۷۸۰ نفر جمعیت داشته است.